# 安井俊哲算知
（1810年—1858年），日本圍棋棋手，為第八世安井仙知的兒子，幼名中野金之助，十六歲被立為跡目，改名為俊哲，並開始出賽御城碁。1838年仙知去世，俊哲繼任為家督，是為第九世安井算知，為了與第二世安井算知區別，多稱第二世安井算知為算知名人（或名人算知），而稱第九世安井算知為俊哲算知。
據記載，俊哲本來個性篤實，棋風也是規規矩矩，但在本因坊丈和奪取名人碁所（詳見丈和頁面）後，於御城碁碰上俊哲，俊哲受二子，在安井家、井上家期盼狠狠給丈和一擊的情況下，俊哲輸了一目，而遭到父親知得仙知臭罵一頓（其中「弱蟲奴」一詞出於此，之後多用來罵一人下輸了重要的棋）；之後俊哲的棋風變得拚命鬥殺，個性也變得放蕩飄逸，常常御城碁前一天還喝得大醉。
對於親生兒子算英也不多管教，讓門徒海老澤健造指導算英，但因為算英母過於溺愛，導致算英棋力一直無法進步，而海老澤健造一天實在忍受不住而打了算英，遭到算知嚴厲的斥責，於是在健造的建議下，將算英送到本因坊家，拜師於本因坊秀和。
算知的棋，與丈和頗像，均是以豪力將對手扳倒，與其父知得仙知的穩步實利相去甚遠，在當時為天下唯一可以打敗秀和者，是以秀和在安節因碩退休後遲遲不敢申請名人碁所，不過雖贏秀和，於其他人則戰績平平，所以棋力只有上手，與太田雄藏、阪口仙得、伊藤松和合稱天保四傑，也是裡面最年輕者。後來的村賴秀甫評其棋「雖然在序盤下的虧損，卻在中盤用氣勢追了回來」，不過之後的本因坊跡目秀策完全將算知這個弱點給擊破了。
算知於任內將先祖古仙角的墓遷回安井家歷代祖墳淨心寺。1858年與海老澤健造到關西遊玩，途中突然去世，被認為是病死的，不過據算知所宿的旅館總管表示，是被算知的妾所殺；算知與林柏榮、太田雄藏並稱當時「碁界三美男」，也許因此而有許多愛妾吧？因為急逝，並不確定其墳位於何處；算知也沒立定跡目，於是在坊門修行的兒子算英回到安井家繼任為第十世安井家家督。

## 其他

### 歷年御城碁成績
1825年（文政8年）三子中盘勝 服部因淑；
1826年（文政9年）二子9目勝 林元美；
1827年（文政10年）先番6目勝 林柏悦；
1828年（文政11年）二子中盘勝 服部因淑；
1829年（文政12年）二子1目負 本因坊丈和；
1830年（天保元年）二子中押勝 井上幻庵因碩；
1831年（天保2年）先番和服部因淑；
1832年（天保3年）白番11目負 服部雄節；
1833年（天保4年）白番中盘勝 林柏栄門入；
1834年（天保5年）先番中盘勝 林元美；
1835年（天保6年）先番和 井上幻庵因碩；
1836年（天保7年）先番1目勝 服部雄節；
1838年（天保9年）白番5目勝 林柏栄；
1839年（天保10年）先番3目負 本因坊丈策；
1840年（天保11年）白番中盘負 林柏栄；
1841年（天保12年）先番3目勝 本因坊秀和；
同年 白番1目勝 阪口仙得；
1842年（天保13年）先番1目勝 井上幻庵因碩；
同年 先番中盘勝 本因坊丈策；
1843年（天保14年）白番4目負 本因坊秀和；
1844年（弘化元年）先番1目勝 本因坊秀和；
同年 先番4目勝 阪口仙得；
1845年（弘化2年）先番6目負 林柏栄；
同年 白番中盘勝 本因坊秀和；
1846年（弘化3年）白番3目負 井上秀徹；
同年 白番7目勝 本因坊丈策；
1847年（弘化4年）先番7目勝 本因坊秀和；
1848年（嘉永元年）白番7目負 本因坊秀和；
同年 白番2目勝 井上節山因碩；
1848年（嘉永2年）白番11目負 本因坊秀策；
同年 白番3目負 伊藤松和；
1849年（嘉永3年）先番9目勝 伊藤松和；
同年 先番5目勝 本因坊秀和；
1850年（嘉永4年）先番3目勝 本因坊秀和；
同年 白番中盘負 本因坊秀策；
1851年（嘉永5年）先番中盘勝 林柏悦門入；
同年 白番7目負 本因坊秀和；
1851年（嘉永6年）白番5目負 井上松本因碩；
同年 先番1目負 本因坊秀策；
1852年（安政元年）白番4目負 伊藤松和；
1854年（安政3年）白番10目負 林有美；
1855年（安政4年）白番中盘負 本因坊秀策；

## 外部連結
日本圍棋故事